# Канунников, Василий Петрович
Василий Петрович Канунников (1916—1945) — участник Великой Отечественной войны, заряжающий орудия 1955-го истребительно-противотанкового артиллерийского полка (40-я истребительно-противотанковая артиллерийская бригада, 3-я ударная армия, 1-й Белорусский фронт), сержант. Герой Советского Союза.

## Биография
Родился в 1916 году в деревне Клинское Рязанской губернии в крестьянской семье. Русский.
Образование неполное среднее. После школы окончил курсы трактористов в МТС. Около пяти лет работал механизатором в колхозах района. Окончил Озёрскую школу ФЗУ.
На фронт был направлен в июне 1942 года. Служил заряжающим в расчёте орудия 1955-го истребительно-противотанкового артиллерийского полка в звании сержанта. Участвовал в битве на Курской дуге, воевал на Брянском, Центральном и 1-м Белорусском фронтах.
Член ВКП(б) с 1944 года. В апреле 1945 года сержант Канунников В. П. в боях за Берлин добровольно вызвался участвовать в штурмовой группе рейхстага 79-го стрелкового корпуса. 28 апреля он одним из первых преодолел реку Шпре (Шпрее). Был ранен, но не покинул поля боя. 29 апреля в районе здания Рейхстага Канунников В. П. уничтожил гранатами вражескую группу фаустников. Погиб в этом бою, когда в составе группы советских бойцов штурмовал главное здание Германии.
Был похоронен в Берлине.

## Награды и звания
- Указом Президиума Верховного Совета СССР от 15 мая 1946 года за образцовое выполнение боевых заданий командования и проявленные мужество и героизм в боях с немецко-фашистскими захватчиками сержанту Канунникову Василию Петровичу посмертно присвоено звание Героя Советского Союза.
- Орден Ленина, орден Красной Звезды, медали.
- В 1995 году В. П. Канунникову присвоено звание Почётного гражданина Озёрского района[2].

## Память
- В городе Коломна Московской области установлен бюст Героя[3].
- Его именем названа улица в городе Озёры.